# Iris van Herpen
Iris van Herpen, née le 5 juin 1984, est une créatrice de mode néerlandaise. Elle étudie le design de mode à l'Institut des Arts Artez à Arnhem, puis en 2005, elle travaille chez Alexander McQueen et chez Claudy Jongstra. En 2007, elle  lance sa propre ligne « Iris van Herpen » et défile pour la première fois à l'âge de vingt-trois ans lors de la Fashion Week de son pays natal. Quatre ans plus tard, elle devient « membre invité » de la Chambre syndicale de la haute couture. La styliste est connue pour ses créations en 3D et l'usage de matières novatrices.

## Carrière
Iris van Herpen lors de sa jeunesse s'intéresse à la mode et aux arts. Elle développe une passion pour la danse, inculquée par sa mère professeure de ballet. Lors de la préparation du concours d'entrée à l'Institut des Arts Artez pendant ses années de lycée, elle s'intéresse de plus en plus à la création de vêtements. Elle est diplômée en 2006 par le département « design de mode » de l'Institut des Arts Artez à Arnhem. Elle se forme également dans la capitale anglaise aux côtés d'Alexander McQueen.

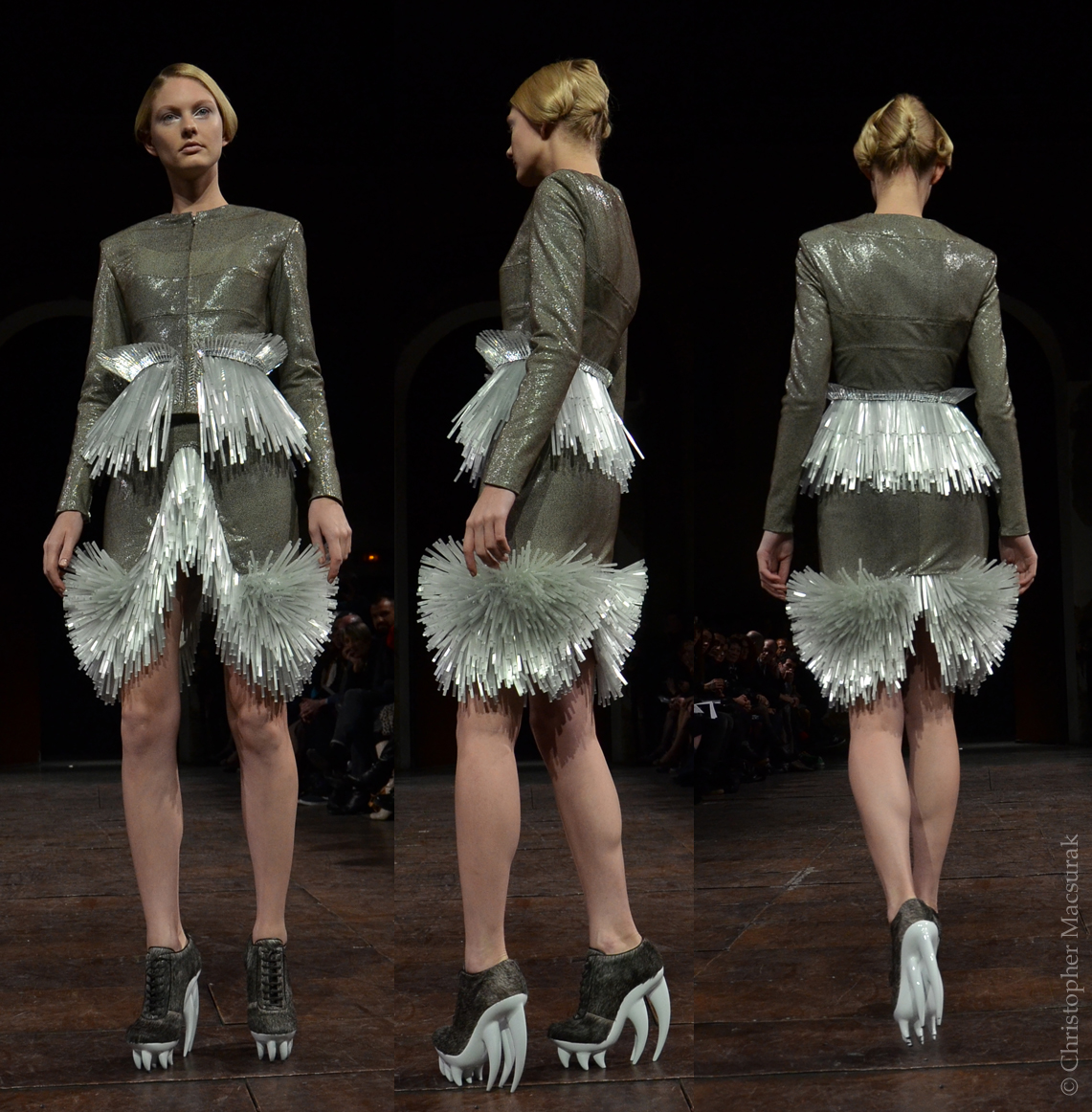
Modèle de la collection printemps/été 2012.

Un an après son diplôme, Iris van Herpen revient dans son pays natal, travaille au sein de Claudy Jongstra, une maison néerlandaise, puis lance sa propre marque portant son nom, à Amsterdam. Elle crée des collections de vêtements pour femmes nécessitant à chaque fois un traitement unique de la matière ou bien même la création complète de nouveaux matériaux avant-gardistes ou bien même la création complète de nouveaux matériaux avant-gardistes[pas clair]. Pour cette raison, Iris van Herpen effectue de la recherche inter-disciplinaire et collabore souvent avec d'autres artistes.
Depuis le début de sa carrière, Iris van Herpen est accueillie avec intérêt. Sa vision n'a fait qu'augmenter, au fil des collections.[pas clair]Elle a reçu plusieurs récompenses comme celle de l'Andam, et devient une « membre invité » de la Chambre syndicale de la haute couture. Le magazine Time cite une de ses créations comme « une des cinquante inventions majeures de l'année ».

## Collaborations

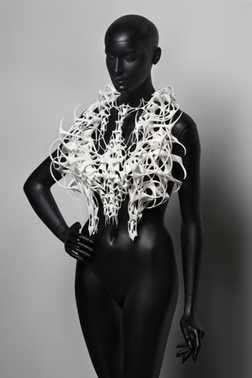
Pièce en impression 3D d'Iris van Herpen (2011).

Iris van Herpen collabore avec de nombreux artistes de disciplines différentes pour l'élaboration de ses collections, souvent de façon récurrente, tels  la chorégraphe Nanine Linning, l’artiste visuel Bart Hess, les architectes Daniel Widrig, Benthem Crouwel Architekten (en), Julia Koerner, les modistes Stephen Jones et Irene Bussemaker, la marque de chaussure United Nudela créatrice de bijoux Heaven Tanudiredja (en) et le réalisateur Joost Vandebrug (en),.
La chanteuse-compositrice Björk a porté plusieurs tenues des différentes collections d'Iris van Herpen. Elle porte une des robes de la collection Radiation Invasion sur la photo de couverture de son album Biophilia. La photo de couverture de l'album a été réalisé par le couple de photographes Inez & Vinoodh, qui ont également réalisé le clip de la chanson Moon de l'album Biophilia de Björk, où la robe apparait également. De plus Björk a utilisé plusieurs des créations d'Iris van Herpen comme tenues de scène pour ses concerts en 2012. Les chanteuses Lady Gaga ou Beyoncé, et l’artiste et icône de mode Daphne Guinness, ont porté également plusieurs créations d'Iris van Herpen,.
Éloignée des vêtements en 3D la caractérisant, la créatrice néerlandaise collabore avec la marque de lingerie Aubade, pour une mini-collection inspirée de l'« univers graphique et organique de la botanique »,.

## Style
Les créations d'Iris van Herpen expriment toujours un intérêt pour d'autres formes d'art, et une curiosité au-delà du monde de la mode. Ses collaborations au cours du processus de création sont exemplaires à cet effet, de même que ses expériences avec de nouveaux matériaux, nouvelles techniques et nouvelles technologies. Traduisant cette particularité, il n'est pas étonnant que le mot « sculptural » soit un des plus utilisés pour décrire son travail. Pourtant les créations restent des vêtements, Iris van Herpen se soucie du corps en mouvement,,.
Ses créations combinent le travail à la main et l'utilisation de technologies innovantes. La décision prise par Iris van Herpen d'explorer les possibilités de l'impression 3D lui a permis d'être la première à utiliser cette technologie dans le monde de la mode, et de créer des pièces spectaculaires, avec des formes totalement inédites, irréalisables de façon traditionnelle. L'utilisation de l'impression 3D renforce le caractère futuriste et sculptural de son style,.

## Collections
Certaines collections sont plus particulièrement remarquées, telle « Crystallization » de 2010, avec une robe en impression en 3D, « Voltage » de l'été 2013 réalisée avec le néo-zélandais Carlos Van Camp, dont Le Monde écrit qu'elle « utilise des matériaux tellement nouveaux qu'ils n'ont pas encore de noms » ou encore « Sensory Seas » en 2020.

## Exposition
Du 29 novembre 2023 au 28 avril 2024,  à l'initiative d'Olivier Gabet, le musée des Arts décoratifs à Paris consacre à Iris Van Herpen, pionnière dans l’usage des nouvelles technologies dans sa discipline — de l’impression 3D à l’élaboration de nouveaux matériaux architecturaux et écoresponsables qui s’inspirent des quatre éléments —, une rétrospective d'une centaine de robes sur neuf espaces pour neuf thématiques représentatives de ses créations, mêlant différentes inspirations, qui fusionnent mode, design, art contemporain et science dans un dialogue vestimentaire entre des œuvres d'art contemporaines, des pièces de design et des objets issus du domaine des sciences naturelles.
L'exposition est complétée d'une évocation de l'atelier de l'artiste à Amsterdam et d'un véritable cabinet de curiosités haute couture mêlant des accessoires à des livres, des vidéos, des dessins, des sculptures, des insectes...
À travers une expérience immersive, un parcours sonique spécifique a également été créé par le designer sonore Salvador Breed.
Peu après la fin de cette exposition, la créatrice réalise une « installation artistique hybride » présentée le 24 juin à Paris.

Exposition « Iris van Herpen. Sculpting the Senses »
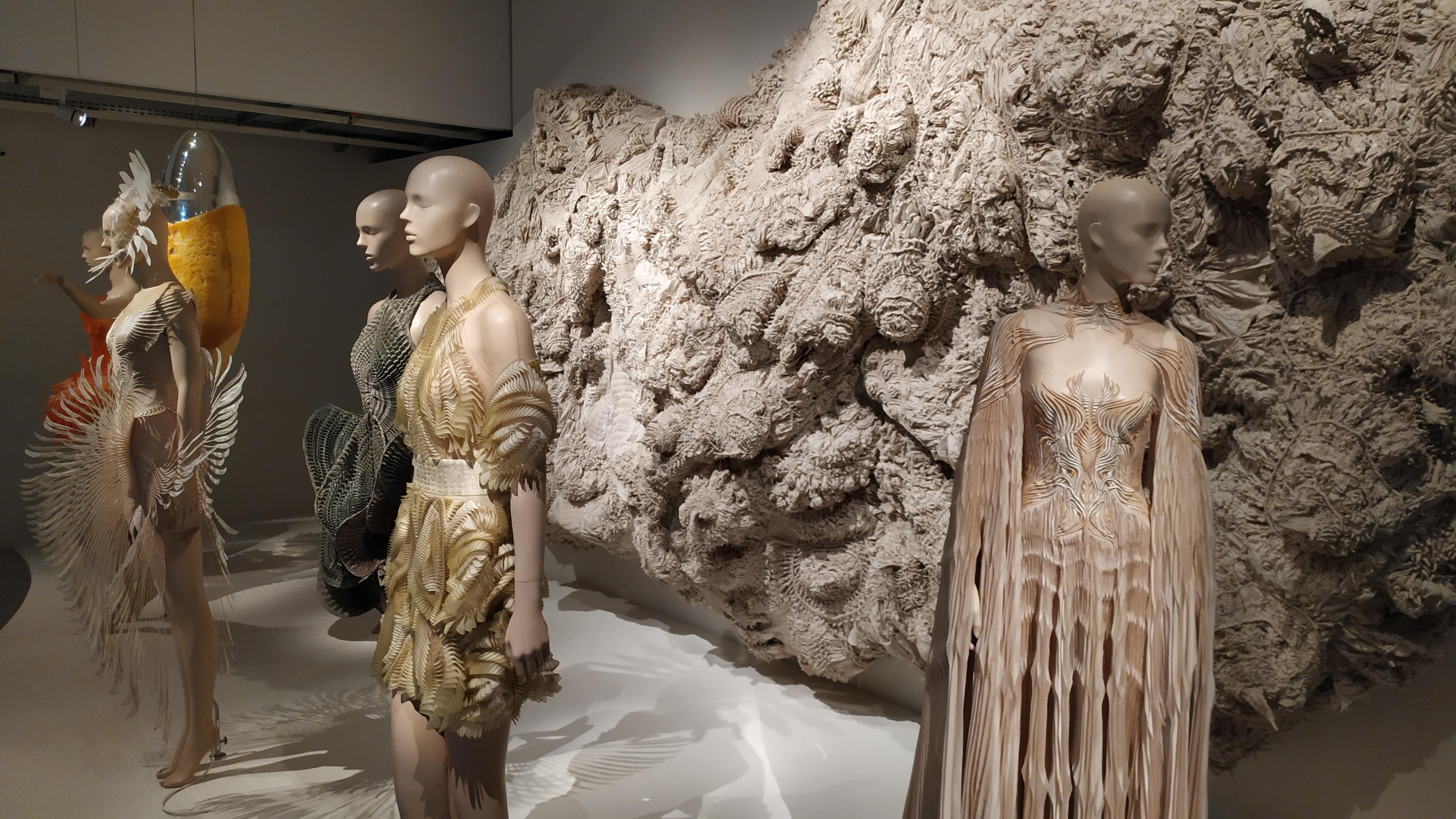
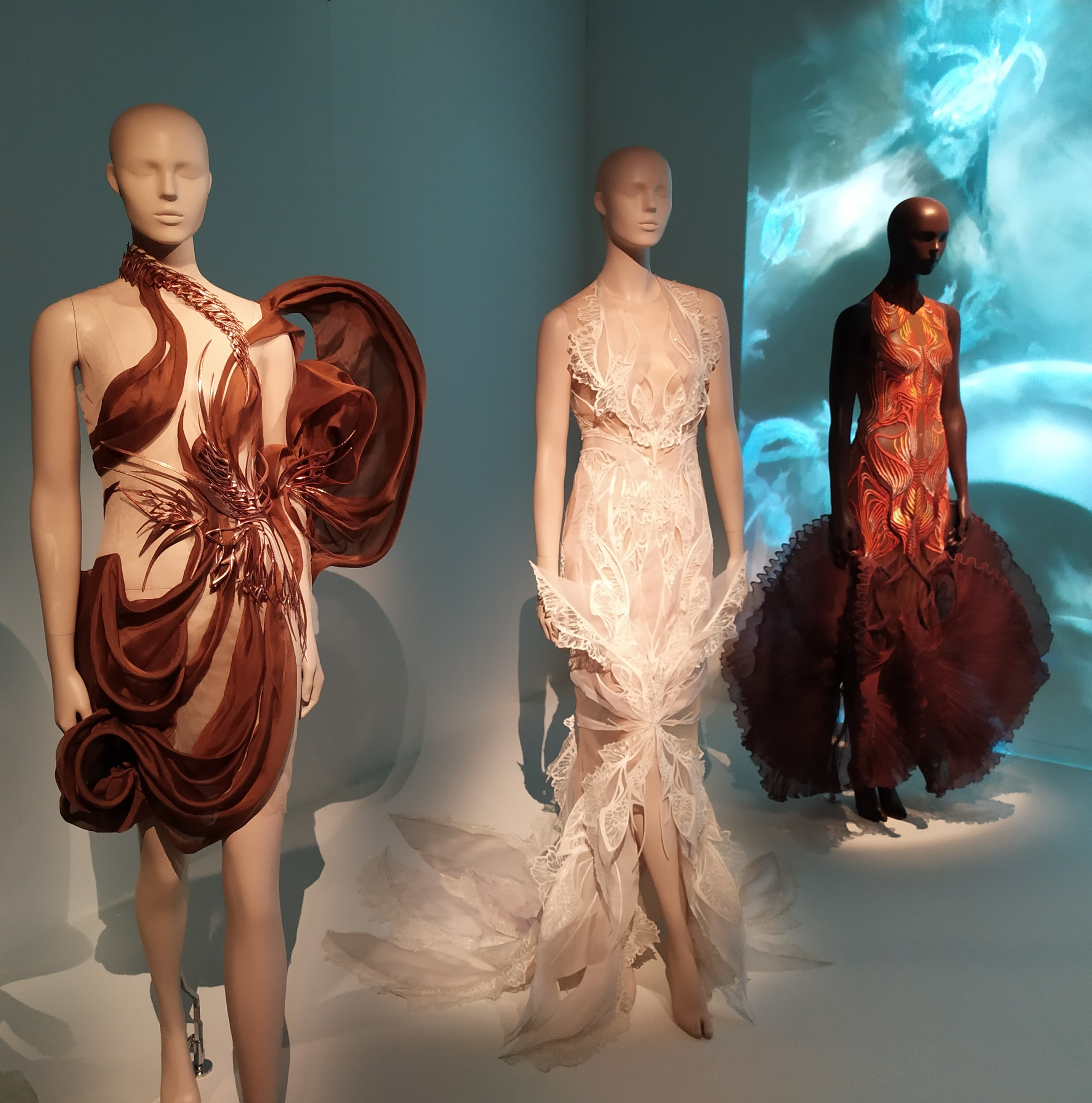
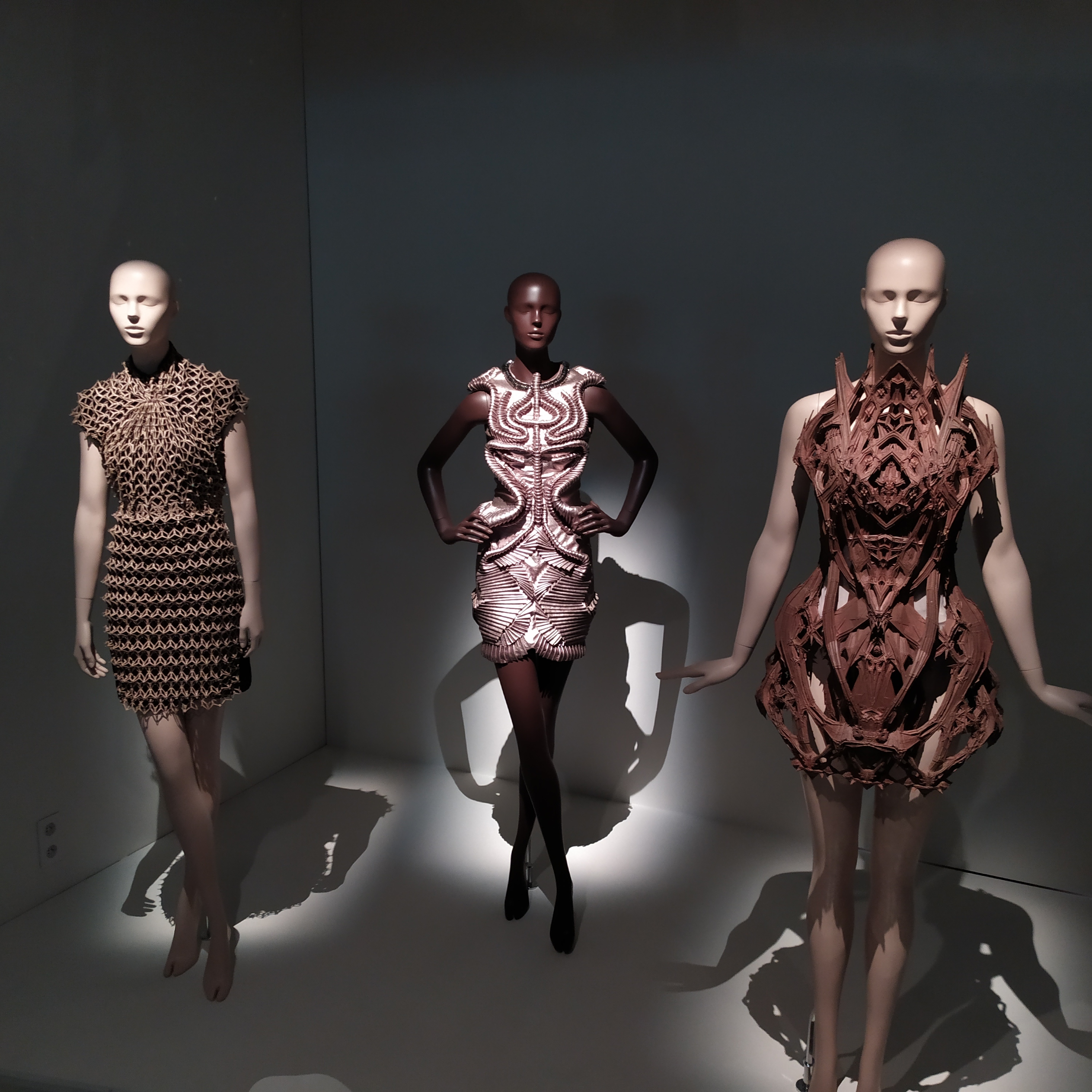
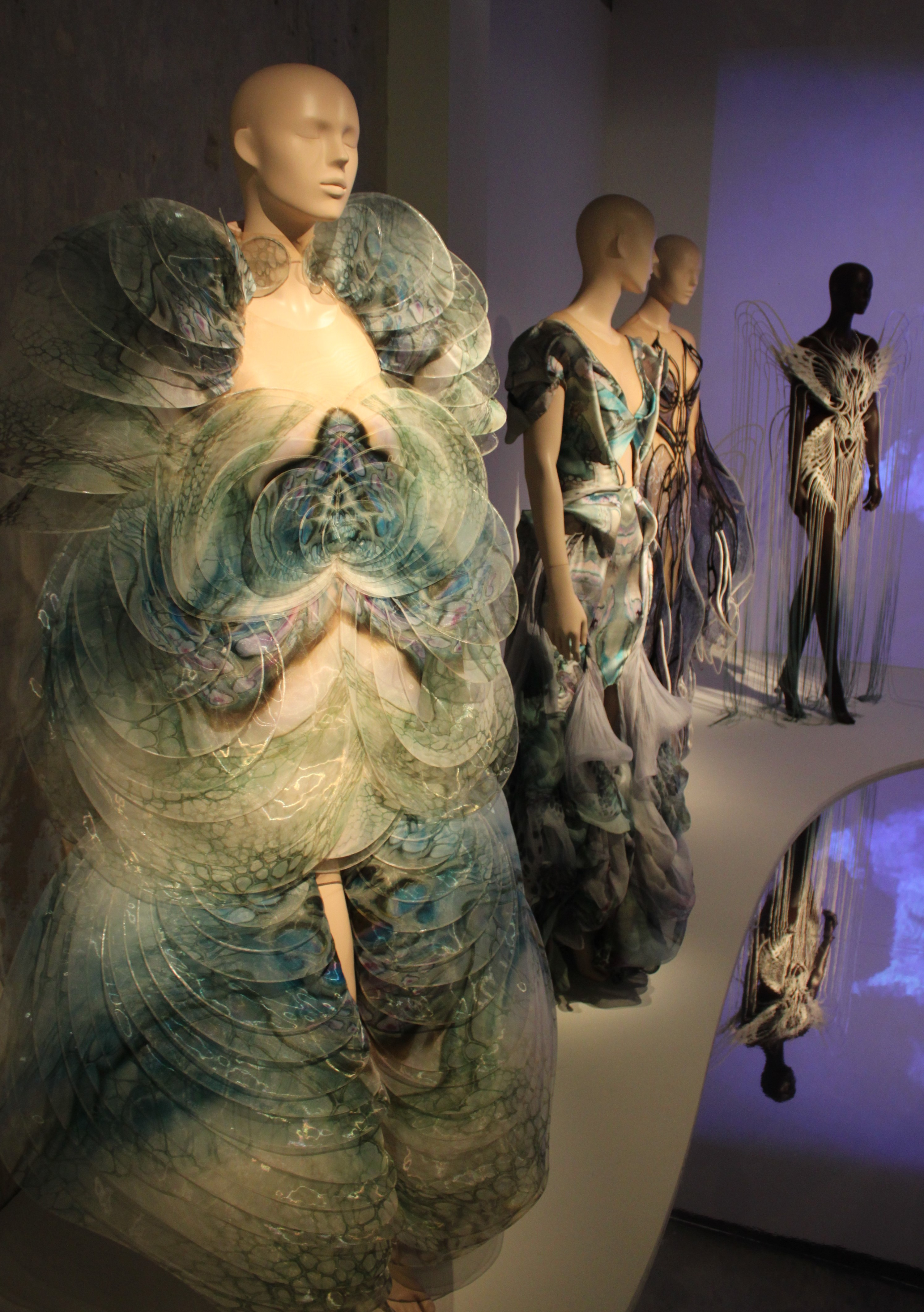
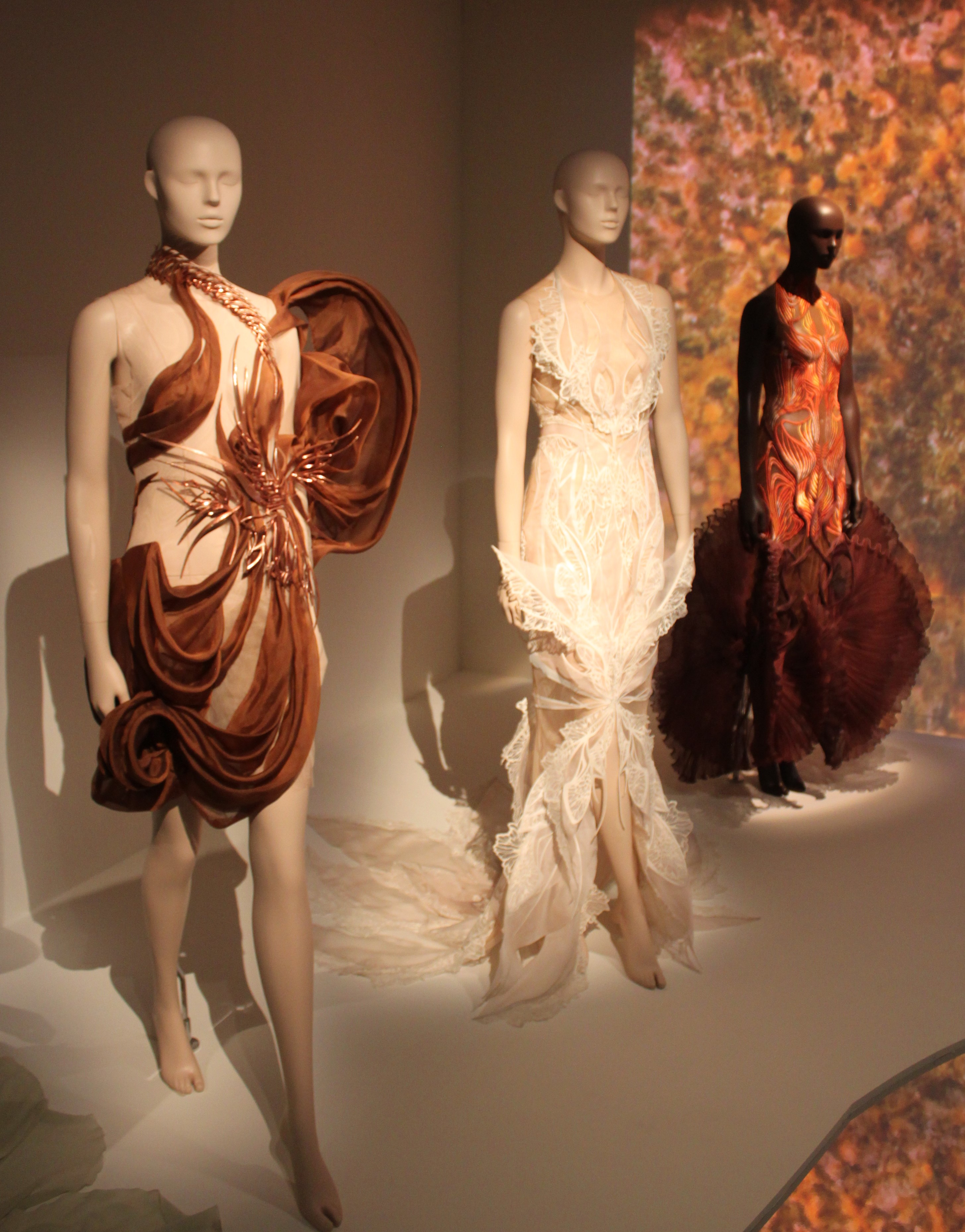
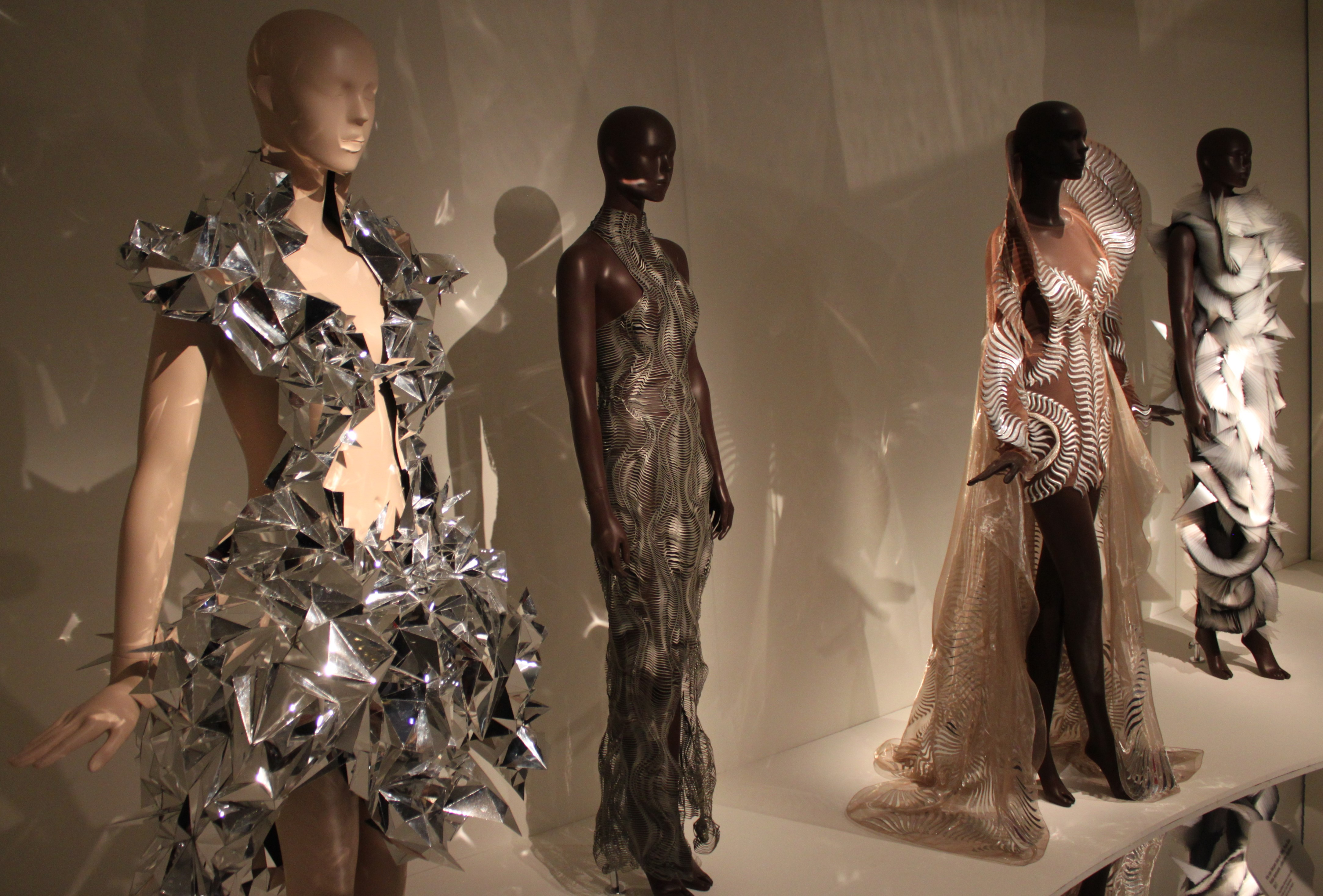
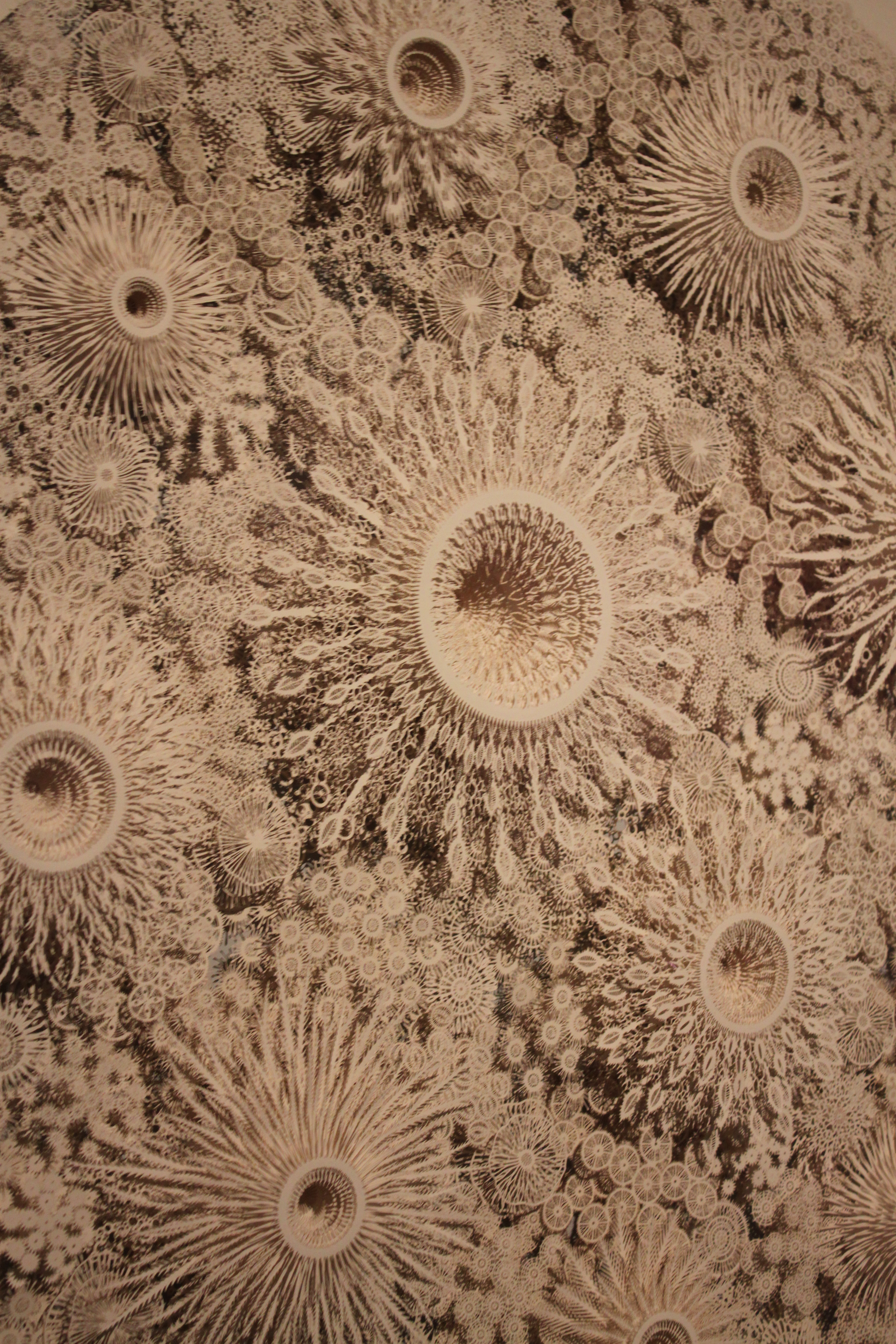

### Articles de presse
Par date de parution.
- Catherine Bizet, « Iris van Herpen, l'ovni high-tech », Le Monde,‎ 22 janvier 2013 (lire en ligne).
- Catherine Bizet, « Iris van Herpen : Nous sous-estimons le corps », Le Monde,‎ 26 août 2013 (lire en ligne).
- Fanny Vedreine, « Couture et impression 3D à la Fashion Week avec Iris Van Herpen », Huffington Post,‎ 5 mars 2014 (lire en ligne).
- Rédaction LM, « La mode en 3D », Le Monde,‎ 19 mars 2014 (lire en ligne).
- Claire Bonnot, « Iris Van Herpen remporte le Grand Prix de l'ANDAM 2014 », O le cahier des tendances de L'Obs,‎ 4 juillet 2014 (lire en ligne)
- Sophie Rosemont, « Coup de chapeau. Iris van Herpen », Vanity Fair,‎ 17 février 2015 (lire en ligne).
- (en) Alice Gregory, « Iris van Herpen’s Intelligent Design », The New York  Times,‎ 8 avril 2015 (lire en ligne).
- Maxime François, « Sarah, diplômée des Arts déco : Je passe mon temps devant un ordinateur  », Le Monde,‎ 4 décembre 2015 (lire en ligne).
- Gabrielle de Montmorin, « Iris van Herpen : L'ovni de la mode », Capital, no 8 Dossier spécial,‎ décembre 2015 - janvier février 2016, p. 33.